# Felsővadász
Felsővadász (slovensky Vyšný Vadas nebo Horný Vadás, rusínsky Горні Вадас) je obec v Maďarsku v Boršodsko-abovsko-zemplínské župě ve Szikszóském okrese.

## Historie
První písemná zmínka pochází z roku 1279. V roce 1517 vesnici koupila rodina Rákócziů. Turecká armáda v roce 1567 místní hrad napadla a vypálila. V roce 1860 vichřice zničila dřevěný řeckokatolický kostel, takže v roce 1864 byl postaven nový kostel.

## Osobnosti
- Zikmund I. Rákóczi (1544 – 1608) sedmihradský kníže